# Inserat
Inserat er et lidt gammeldags ord for en annonce i en avis.
Ifølge de presseetiske regler "bør (der) opretholdes en klar skillelinje mellem annoncering og redaktionel tekst."
Store Danske Encyklopædi